# Altèmenes
Altèmenes (en grec antic Ἀλθαιμένης), fill de Catreu, va ser un rei de Creta de la mitologia grega que abandonà la seva pàtria perquè un oracle li havia predit que mataria el seu pare. Instal·lat a Rodes, una nit va rebre la visita d'una nau desconeguda i matà el capità, que resultà ésser Catreu que havia sortir a buscar-lo per fer-lo tornar. Així, es complí la profecia i Altèmenes fou coronat rei de Creta, però la pena li impedí assumir les seves funcions.
Una altra versió explica que Catreu, ja vell, quan va anar a buscar el seu fill per fer-lo hereu, va arribar a Rodes a una platja deserta, i uns pastors van pensar que eren pirates que desembarcaven i els van atacar. Catreu va dir qui era, però els lladrucs dels gossos van fer que ningú no l'entengués. Van lapidar-lo i Altèmenes, que arribà en aquell moment, el rematà amb una javelina. Quan va saber que havia mort el seu pare, va demanar als déus que se l'empassés la terra, i això va passar.